# Coutouvre

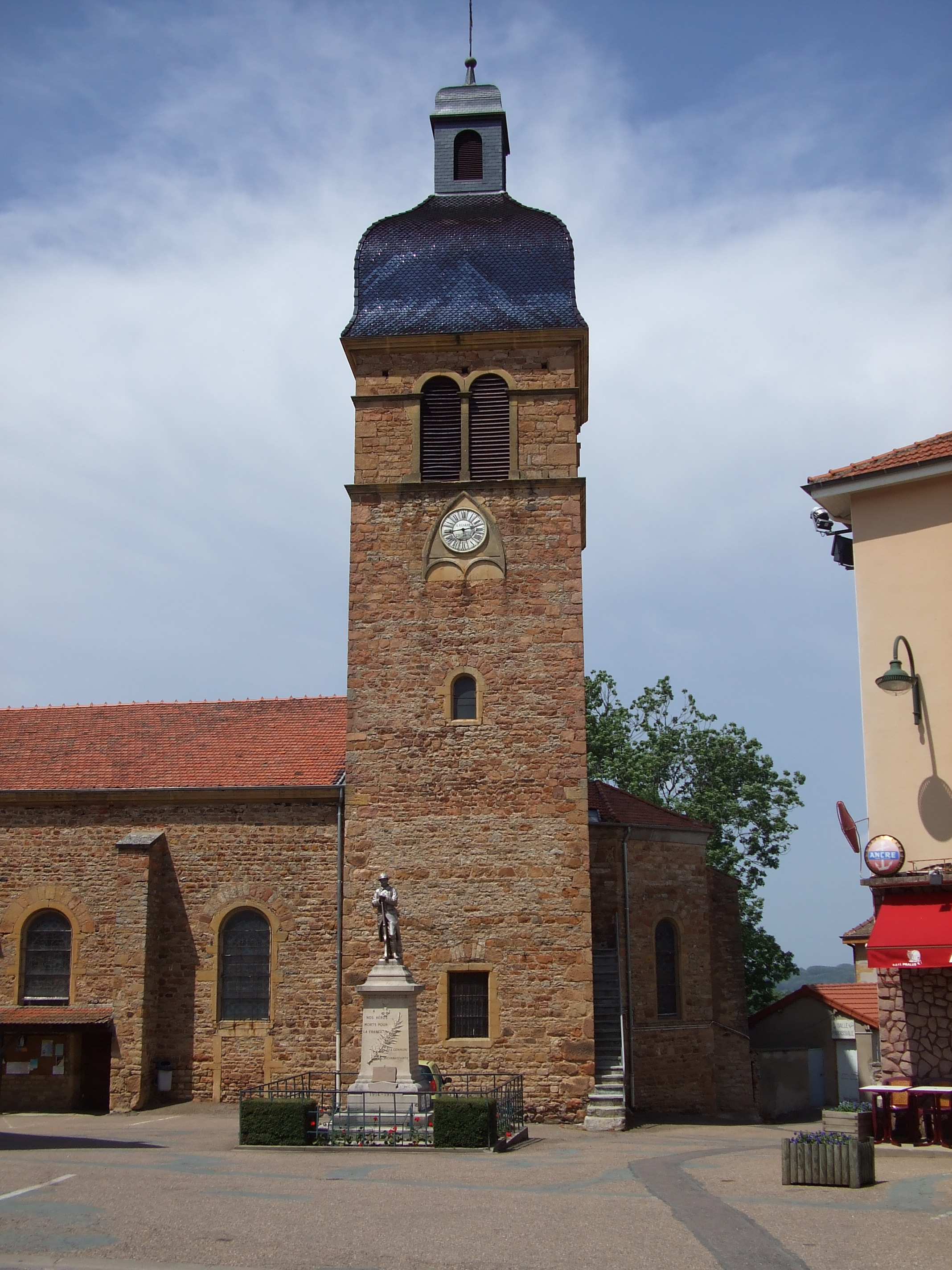
Kościół w Coutouvre, 2007

Coutouvre – miejscowość i gmina we Francji, w regionie Owernia-Rodan-Alpy, w departamencie Loara.
Według danych na rok 1990 gminę zamieszkiwały 1 052 osoby, a gęstość zaludnienia wynosiła 48 osób/km² (wśród 2880 gmin regionu Rodan-Alpy Coutouvre plasuje się na 752. miejscu pod względem liczby ludności, natomiast pod względem powierzchni na miejscu 426.).